# Hymenoscyphus salicellus
Hymenoscyphus salicellus är en svampart som först beskrevs av Elias Fries, och fick sitt nu gällande namn av Dennis 1964. Hymenoscyphus salicellus ingår i släktet Hymenoscyphus och familjen Helotiaceae.  Arten är reproducerande i Sverige. Inga underarter finns listade i Catalogue of Life.